# جيم بولدن
جيم بولدن (بالإنجليزية: Jim Boulden)‏؛ (1964 -) هو مراسل ومنتج أمريكية لسي إن إن في لندن. يغطّي حاليا أخبار الاقتصاد.

## النشأة والمسيرة
ولد جيم بولدن في بالتيمور، ماريلاند في 1964 ونشأ في لوثرفيل-تيمونيوم في ماريلاند. تخرج من ثانوية دولاني في 1982 ومن جامعة كاتزتاون في 1986. عمل في برنامج إندبندنت نتوورك نيوز في واشنطن العاصمة. انتقل بعد ذلك لبرنامج نايتلي بزنس ريبورت في 1988 ثم نُقل إلى لندن بأنجلترا في 1990. التحق بسي إن إن في لندن في 1995. كان منتجا لبرنامج «يور بزنس يور وورلد» من 2000 إلى 2001. وبعد أحداث 11 سبتمبر 2001 اشتغل بولدن منتجا ضمن «الوحدة الاستقصائية» لسي إن إن في 2001 و2002.

## وصلات خارجية
- السيرة الرسمية في موقع سي إن إن نسخة محفوظة 10 أغسطس 2017 على موقع واي باك مشين.